# Liste der Baudenkmäler im Kölner Stadtteil Eil
Die folgende Liste enthält die in der Denkmalliste ausgewiesenen Baudenkmäler auf dem Gebiet des Stadtteils Köln-Eil, Stadtbezirk Köln-Porz, Nordrhein-Westfalen.
Hinweis: Die Reihenfolge der Baudenkmäler in dieser Liste orientiert sich an den Straßennamen und ist alternativ nach Hausnummern, Denkmallistennummer oder Bezeichnung sortierbar.
Basis ist die offizielle Kölner Denkmalliste (22. Mai 2015), die Baudenkmäler und Denkmalbereiche auflistet. Dabei kann es sich beispielsweise um Sakralbauten, Wohn- und Fachwerkhäuser, historische Gutshöfe und Adelsbauten, Industrieanlagen, Wegekreuze und andere Kleindenkmäler sowie Grabmale und Grabstätten, die eine besondere Bedeutung für die Geschichte Kölns haben, handeln. Grundlage für die Aufnahme in die offiziellen Denkmallisten ist das Denkmalschutzgesetz Nordrhein Westfalens.

| Bild            | Bezeichnung                   | Lage                                          | Beschreibung | Bauzeit         | Einge- tragen seit | Denk- mal- nr. |
| --------------- | ----------------------------- | --------------------------------------------- | ------------ | --------------- | ------------------ | -------------- |
| Fotos hochladen | ehem. Haltepunkt Königsforst  | Eil Baumschulenweg o. Nr. Karte               |              | 1928            | 8. Februar 1995    | 7391           |
| Fotos hochladen | Friedhof                      | Eil Frankfurter Str. o. Nr. Karte             |              | ca. 1910        | 1. Juli 1980       | 536            |
| Fotos hochladen | Kleindenkmal (Fußfallstation) | Eil Frankfurter Str. 543 (vor dem Haus) Karte |              | 19. Jahrhundert | 1. Juli 1980       | 537            |
| Fotos hochladen | Kirche St. Michael            | Eil Frankfurter Str. 583 Karte                |              | 1903–1904       | 19. Januar 1983    | 1277           |
| Fotos hochladen | Hofanlage Gut Leidenhausen    | Eil Gut Leidenhausen 1 Karte                  |              | 18. Jahrhundert | 1. Juli 1980       | 552            |
| Fotos hochladen | Kleindenkmal (Bildstock)      | Eil Gut Leidenhausen 1 Karte                  |              | 1756            | 1. Juli 1980       | 551            |
| Fotos hochladen | Wohnhaus                      | Eil Leidenhausener Str. 56 Karte              |              | um 1905         | 14. Januar 1992    | 6343           |
| Fotos hochladen | Kleindenkmal (Fußfallstation) | Eil Schulstraße / Mozartstr. 5 Karte          |              | 19. Jahrhundert | 1. Juli 1980       | 572            |